# Nova Harmonia

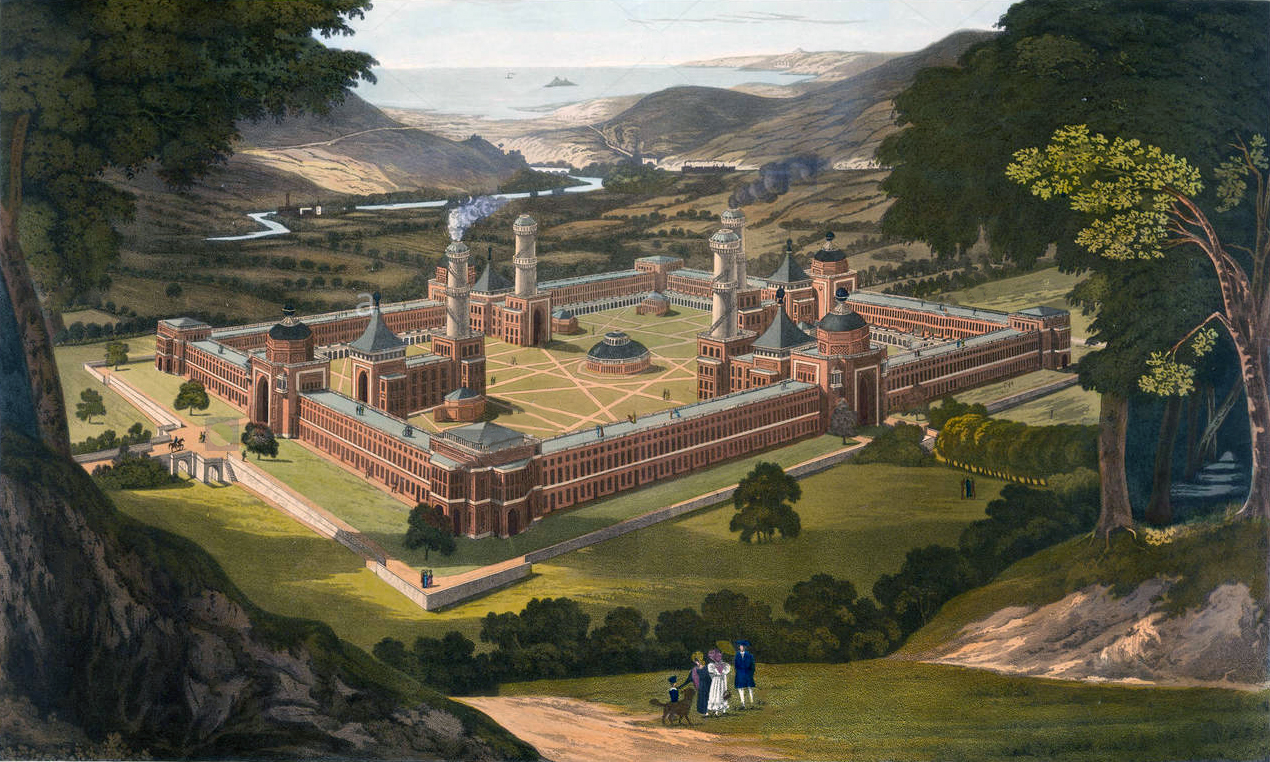
Nova Harmonia foi uma comunidade anarquista projectada por Robert Owen

Nova Harmonia foi uma comunidade cooperativista-socialista projectada e criada por Robert Owen, que comprou a vila em 1825. Se localizava no Estado de Indiana nos EUA, onde atualmente se encontra a cidade de mesmo nome, New Harmony.